# Unreal Engine
Unreal Engine ist eine Grafik-Engine von Epic Games. Erstmals 1998 vorgestellt und für die Unreal-Spieleserie entwickelt, wurde sie seitdem in einer Vielzahl von Computerspielen eingesetzt und wird heute auch in anderen Branchen, insbesondere der Film- und Fernsehindustrie genutzt. Die Unreal Engine zeichnet sich durch ein hohes Maß an Portabilität aus und unterstützt eine breite Palette von Desktop-, Mobil-, Konsolen- und Virtual-Reality-Plattformen.

## Übersicht
Das Framework der Unreal Engine besteht unter anderem aus der Grafik-Engine, der Skriptsprache UnrealScript und weiteren Hilfsprogrammen wie dem Leveleditor UnrealEd.
Die erste Version der Unreal Engine kam 1998 zusammen mit dem Ego-Shooter Unreal auf den Markt. Dabei diente das Spiel zugleich als Grafikdemo für die Engine. Die Unreal Engine wurde in diversen weiteren Spielen verwendet, unter anderem mit neu geschriebenen Komponenten. Beispiele dafür sind Deus Ex oder Rune. 1999 wurde Unreal Tournament mit der Unreal Engine 1.5 entwickelt.
Das erste Spiel mit der zweiten Generation der Engine erschien am 4. Juli 2002 mit dem kostenlosen Ego-Shooter America’s Army, gegen Ende 2002 erschienen Unreal Tournament 2003 und Unreal II: The Awakening. Der Nachfolger Unreal Tournament 2004 verwendete die Unreal Engine 2.5.
Die dritte Generation der Engine aus dem Jahr 2006 stellte aufwändige Shader-Effekte, Oberflächen mit Offset Mapping und die Fähigkeit, nebenläufig und unterbrechungsfrei Teile der Spielewelt nachzuladen, bereit. Damit übertraf sie die Fähigkeiten der Doom-3-Engine, die 2004 veröffentlicht wurde.

## Versionen
Die Unreal Engine ist modular aufgebaut. Epic schreibt zwar diverse Teile der Engine neu, aber es bleibt dieselbe Engine. Deswegen existieren keine konkreten Versionsnummern, sondern lediglich nummerierte Builds, welche bestimmte Funktionen enthalten beziehungsweise nicht enthalten. Die veröffentlichten Framework-Pakete werden von Epic selbst jedoch immer mit Unreal Engine N tituliert, wobei N immer für die Generation bzw. die Version der Engine steht.

### Erste Generation

#### Unreal Engine
Die erste Version der Unreal Engine, wegen ihrer Nachfolger auch Unreal Engine 1 genannt, wurde 1998 zusammen mit Unreal veröffentlicht. Allerdings hatten Legend Entertainment und MicroProse die Lizenz bereits vorher erworben. Die Unreal Engine 1.0 wurde für High-End PCs aus dem Jahre 1998 entwickelt. 226f war der finale Patch zu Unreal.

#### Unreal Engine 1.5
Die Unreal Engine 1.5 wurde für High-End-PCs aus den Jahren 2000 bis 2001, und erstmals auch für die Dreamcast und die PlayStation 2 entworfen. Der Code wurde abgespalten, die Versionsnummer sprang auf die Zahl 300 und entwickelte sich von dort aus weiter bis zur Version 436. Der Codekern wurde komplett neu geschrieben, eventuell um den UnrealEd 2 zu integrieren.
Bis zuletzt wurde durch das UTPG-Projekt die Version 451 entwickelt, welche für Entwickler (den UED) und Serverbetreiber einige Änderungen, Features und mehr Stabilität bringt.

### Zweite Generation

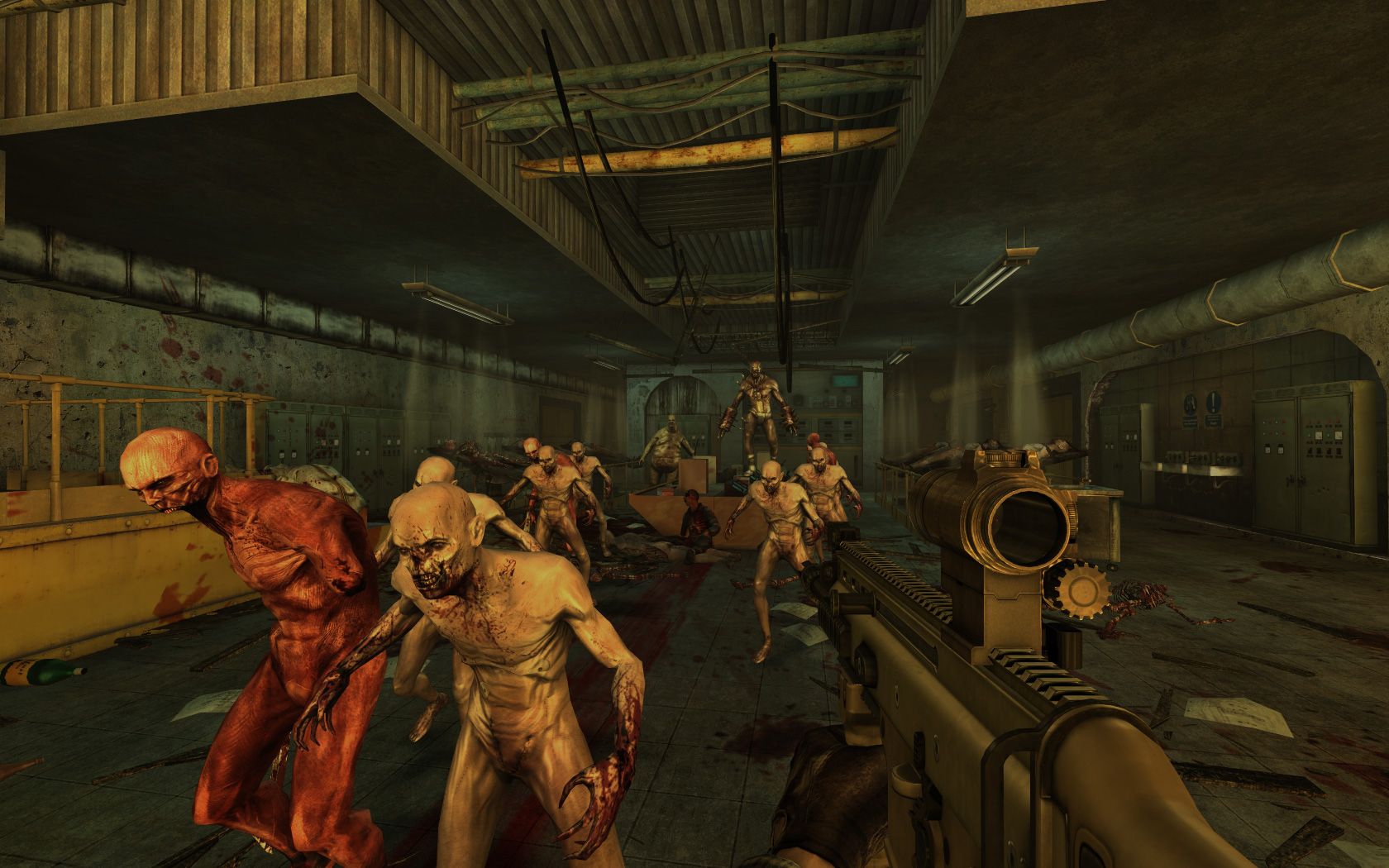
Killing Floor – Unreal Engine 2

#### Unreal Engine 2
Die Unreal Engine 2 wurde für High-End-PCs aus den Jahren 2002 bis 2003, die Xbox, die PlayStation 2 und den Nintendo GameCube entwickelt. Die Versionsnummer der zweiten Generation der Engine startete bei 500, Lizenzen starteten bei 600 und die erste Publikation, America’s Army trug die Nummer 927. Als Epic Games Unreal Tournament 2003 veröffentlichte, sprangen die Versionsnummern auf 2000 und höher. Wieder wurden große Teile des Codes neu geschrieben und eine neue Version des UnrealEd integriert.

#### Unreal Engine 2.5
Die Unreal Engine 2.5 wurde für High-End-PCs aus den Jahren 2004/2005 entwickelt. Sie stellt eine verbesserte Version mit einer optimierten Rendering-Engine der Unreal Engine 2.0 dar. Die Unreal Engine 2.5 bot erstmals Unterstützung für 64-Bit-Windows- und 64-Bit-Linux-Betriebssysteme.

#### Unreal Engine 2X
Die Unreal Engine 2X ist ein Fork der Version 2.5 und wurde speziell für die Xbox entwickelt. Sie ist stark optimiert für die Xbox-Hardware-Shader-Pipeline, die Speicherverwaltung, das GUI-System, sowie die Xbox-Live-Unterstützung.

### Dritte Generation

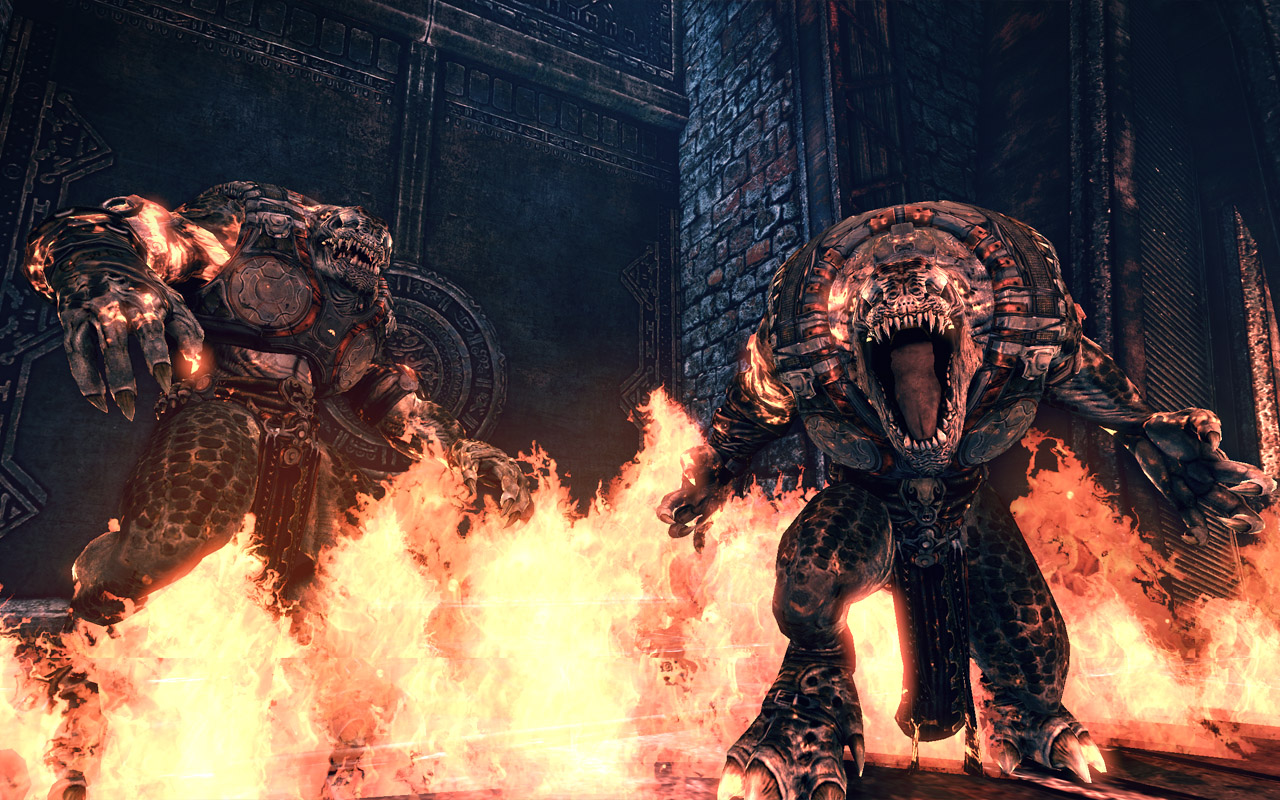
The Ball – Unreal Engine 3

#### Unreal Engine 3
Die Spiel-Umgebung Unreal Engine 3 ist der direkte Nachfolger der Unreal Engine 2. Die neue Spiel-Umgebung zeichnet sich durch eine Technologie aus, die in den Jahren 2006 und 2007 „auf dem Stand der Dinge“ sein soll. Sie wurde im November 2006 erstmals mit dem Spiel RoboBlitz veröffentlicht. Wenige Tage darauf folgte die Portierung für die Xbox 360 mit Gears of War. Die Engine wird auch bei Unreal Tournament 3, dem Nachfolger von Unreal Tournament 2004 eingesetzt. Neben den Versionen für den Computer (Mac, Windows) und die Xbox gibt es auch eine Portierung für die PlayStation 3. Laut wiiinsider.de hat Mark Rein, Vice President bei Epic Games verkündet, dass ein Einsatz der Engine auf der Nintendo Wii ausgeschlossen sei. Für die Wii U gibt es derzeit zwei Titel die die Engine nutzen; Darksiders 2 und Devil’s Third. Das Framework sollte bis 2012 schrittweise erweitert und verbessert werden.
Eine Linux-Version war geplant, wurde jedoch nie veröffentlicht. 2010 erschienen die ersten Spiele für das iPhone auf Basis der Unreal Engine 3.
Die Spiele-Umgebung setzt auf das DirectX-9-Shadermodell 3 und stellt Unterstützung für DirectX 11 bereit.

#### Unreal Development Kit
Seit 5. November 2009 ist die Unreal Engine 3 in Form des Unreal Development Kit (auch kurz UDK genannt) für nicht-kommerzielle Verwendung kostenlos über die offizielle Website downloadbar. Weitere Versionen zur Entwicklung von Konsolen-Spielen waren angedacht, wurden jedoch nicht veröffentlicht. Im Zuge dieser Änderungen wurden auch die Kosten für eine kommerzielle Nutzung der Unreal Engine 3 stark verringert.

### Vierte Generation

#### Unreal Engine 4
Nach der Präsentation der Unreal Engine 3 gab Marketing-Chef Mark Rein auf Nachfrage durch einen Journalisten bekannt, dass seit etwa Mitte 2003 an der vierten Generation der Engine gearbeitet werde. Große Entwicklungen wurden aber nicht vor 2008 begonnen. Als einer der ersten Entwickler sicherte sich Square Enix bereits im Oktober 2012 eine Unreal-Engine-4-Lizenz.
Die erste Version der Unreal Engine 4 erschien am 19. März 2014. Die letzte Version ist 4.27.2 und erschien am 19. August 2021. Die Unreal Engine 4 war mit einem Abonnement für 19 $/Monat und 5 % Gewinnabgabe (bei Einnahmen über 3000 $ pro Quartal) erhältlich. Seit September 2014 ist der Zugang zur Engine für Schulen und Universitäten kostenfrei. Seit dem 2. März 2015 ist die Engine kostenfrei – auch kommerziell – bis zu einem Umsatz von 3000 $ pro Quartal nutzbar. Der Quellcode steht allen Entwicklern gleichermaßen offen. Erwirtschaftet das Produkt über 3000 $, verlangt Epic Games eine Beteiligung von 5 % am Bruttoumsatz.
Die Unreal Engine 4 unterstützt auch Linux und macOS.

### Fünfte Generation

#### Unreal Engine 5
Am 13. Mai 2020 wurde die Unreal Engine 5 vorgestellt. Die Tech-Demo Lumen in the Land of Nanite, die auf der PlayStation 5 läuft, zeigt zwei neue Kern-Technologien. Nanite soll es Entwicklern erlauben, 3D-Modelle mit einer hohen Polygondichte ohne Baking und Normal Mapping direkt in die Engine zu importieren. Die Beleuchtungs-Technologie Lumen soll Global Illumination in Echtzeit ermöglichen und komplexe Lichtsimulationen mit Lichtreflexionen und -Brechungen erlauben. Zusätzlich wurde das Lizenzierungsmodell geändert: Eine Lizenzgebühr von 5 % wird erst fällig wenn das jeweilige Produkt Bruttoeinnahmen von mehr als 1 Million US-Dollar erzielt, davor ist die – auch kommerzielle – Nutzung komplett kostenfrei.
Am 5. April 2022 wurde die Unreal Engine 5 veröffentlicht, nachdem sie sich seit 26. Mai 2021 im Early Access befand.
Die Unreal Engine 5 stand vor dem im Juni 2025 veröffentlichten Update auf Version 5.6, das laut Berichten Performancesteigerungen um 30 bis 35 % und Grafikoptimierungen umfasste in der Kritik, die falschen Prioritäten gesetzt zu haben. Die neuen grafischen Technologien böten kaum einen visuellen Mehrwert, dafür laufen Spiele auf Basis dieser Engine nicht mehr wirklich flüssig; zum Ausgleich müsste dann eine KI-basierte Zwischenbildberechnung oder Hochskalierung eingesetzt werden, was wiederum für störende Artefakte sorge.

## Lizenzmodelle und Kosten
Die Unreal Engine und ihr Quellcode können kostenlos heruntergeladen und installiert werden, sie bietet den vollen Zugriff auf alle Funktionen. Eine Lizenzgebühr von 5 % wird erst fällig, wenn das jeweilige Produkt (z. B. ein Computerspiel) Bruttoeinnahmen von mehr als 1 Million US-Dollar erzielt. Davor ist die – auch kommerzielle – Nutzung komplett kostenfrei.

## Bildungsangebot in Deutschland
Unreal wird aufgrund der weiten Verbreitung in der Industrie mittlerweile auch in diversen Berufsausbildungen und Studiengängen verwendet und gelehrt.
Ein Beispiel hierfür ist die duale Berufsausbildung zum Gestalter für immersive Medien, in der an machen Berufsschulen auch die Unreal Engine zur Gestaltung und Entwicklung von XR Anwendungen und Games verwendet wird.

## Spiele auf Basis der Unreal Engine (Auswahl)
Spiele der Unreal-Reihe wurden jeweils zeitgleich mit den Engine-Versionen veröffentlicht. Epic Games nutzte dies in der Vergangenheit, um die Leistungsfähigkeit der Engine zu demonstrieren.

### Unreal Engine 1
| Titel                                                | Release | Entwickler                   |
| ---------------------------------------------------- | ------- | ---------------------------- |
| Star Trek: The Next Generation – Klingon Honor Guard | 1998    | MicroProse                   |
| Unreal                                               | 1998    | Digital Extremes, Epic Games |
| Nerf Arena Blast                                     | 1999    | Visionary Media              |
| The Wheel of Time                                    | 1999    | Legend Entertainment         |
| Unreal Tournament (UE 1.5)                           | 1999    | Digital Extremes, Epic Games |
| Deus Ex                                              | 2000    | Ion Storm                    |
| Rune                                                 | 2000    | Human Head Studios           |
| Star Trek: Deep Space Nine – The Fallen              | 2000    | The Collective               |
| X-COM: Enforcer                                      | 2001    | MicroProse                   |
| Clive Barker’s Undying                               | 2001    | DreamWorks Interactive       |
| Harry Potter und der Stein der Weisen                | 2001    | Argonaut Games               |
| Harry Potter und die Kammer des Schreckens           | 2002    | Argonaut Games               |
| Tactical Ops: Assault on Terror                      | 2002    | Kamehan Studios              |

### Unreal Engine 2/2.5/2X
| Titel                                                | Release | Entwickler                               |
| ---------------------------------------------------- | ------- | ---------------------------------------- |
| America’s Army (UE 2.0)                              | 2002    | Naval Postgraduate School                |
| Unreal Tournament 2003                               | 2002    | Digital Extremes, Epic Games             |
| Tom Clancy’s Splinter Cell                           | 2002    | Ubisoft Montreal                         |
| Lineage II                                           | 2002    | NCsoft                                   |
| Unreal II: The Awakening                             | 2003    | Legend Entertainment                     |
| Tom Clancy’s Rainbow Six 3: Raven Shield             | 2003    | Ubisoft Montreal/Red Storm Entertainment |
| Devastation                                          | 2003    | Digitalo Studios                         |
| Postal 2                                             | 2003    | Running With Scissors                    |
| Magic: The Gathering Battlegrounds                   | 2003    | Atari                                    |
| XIII                                                 | 2003    | Ubisoft Paris                            |
| Deus Ex: Invisible War                               | 2003    | Ion Storm                                |
| Americas Army 2                                      | 2003    | U.S. Army                                |
| Unreal Tournament 2004 (UE 2.5)                      | 2004    | Digital Extremes, Epic Games             |
| Tom Clancy’s Splinter Cell: Pandora Tomorrow         | 2004    | Ubisoft Shanghai                         |
| Thief: Deadly Shadows                                | 2004    | Ion Storm                                |
| Men of Valor                                         | 2004    | 2015 Games                               |
| Tom Clancy’s Rainbow Six 3: Athena Sword             | 2004    | Ubisoft                                  |
| Tribes: Vengeance                                    | 2004    | Irrational Games                         |
| Brothers in Arms: Road to Hill 30                    | 2005    | Gearbox Software                         |
| Brothers in Arms: Earned in Blood                    | 2005    | Gearbox Software                         |
| Star Wars: Republic Commando                         | 2005    | LucasArts                                |
| SWAT 4                                               | 2005    | Irrational Games                         |
| Tom Clancy’s Rainbow Six 3: Iron Wrath               | 2005    | Ubisoft                                  |
| Pariah                                               | 2005    | Digital Extremes                         |
| Unreal Championship 2: The Liandri Conflict (UE 2.5) | 2005    | Epic Games                               |
| Red Steel                                            | 2006    | Ubisoft                                  |
| Ragnarok Online 2: The Gate of the World             | 2006    | Gravity Corp.                            |
| BioShock (UE 2.5)                                    | 2007    | 2K Boston / 2K Australia                 |
| BioShock 2 (UE 2.5)                                  | 2010    | 2K Games                                 |
| Duke Nukem Forever (UE 2-3)                          | 2011    | Gearbox Software                         |

### Unreal Engine 3/3.5
| Titel                                 | Release | Entwickler                 |
| ------------------------------------- | ------- | -------------------------- |
| Gears of War (UE 3.0)                 | 2006    | Epic Games                 |
| Tom Clancy’s Rainbow Six: Vegas       | 2006    | Ubisoft Montreal           |
| Medal of Honor: Airborne              | 2007    | EA Los Angeles             |
| Mass Effect                           | 2007    | BioWare                    |
| John Woo presents Stranglehold        | 2007    | Midway Games               |
| Unreal Tournament 3                   | 2007    | Epic Games                 |
| Lost Odyssey                          | 2008    | Mistwalker                 |
| Frontlines: Fuel of War               | 2008    | Kaos Studios               |
| Army of Two                           | 2008    | EA Montreal                |
| Brothers in Arms: Hell’s Highway      | 2008    | Gearbox Software           |
| Rise of the Argonauts                 | 2008    | Liquid Entertainment       |
| Robert Ludlum’s Das Bourne Komplott   | 2008    | High Moon Studios          |
| Tom Clancy’s EndWar (UE 3.1)          | 2008    | Ubisoft Shanghai           |
| The Last Remnant                      | 2008    | Square Enix                |
| Tom Clancy’s Rainbow Six: Vegas 2     | 2008    | Ubisoft Montreal           |
| Gears of War 2 (UE 3.0)               | 2008    | Epic Games                 |
| Turok 2008                            | 2008    | Touchstone Pictures        |
| Mortal Kombat vs. DC Universe         | 2008    | Midway Games GmbH          |
| Mirror’s Edge                         | 2008    | DICE                       |
| Americas Army 3.0                     | 2009    | U.S. Army                  |
| Der Herr der Ringe: Die Eroberung     | 2009    | Pandemic Studios           |
| Batman: Arkham Asylum                 | 2009    | Rocksteady Studios         |
| Borderlands                           | 2009    | Gearbox Software           |
| Fairytale Fights                      | 2009    | Playlogic                  |
| Mass Effect 2                         | 2010    | BioWare                    |
| Singularity                           | 2010    | Raven Software             |
| Bulletstorm                           | 2011    | People Can Fly, Epic Games |
| Homefront                             | 2011    | Kaos Studios               |
| Batman: Arkham City (UE 3.5)          | 2011    | Rocksteady Studios         |
| Gears of War 3 (UE 3.5)               | 2011    | Epic Games                 |
| Alice: Madness Returns                | 2011    | Spicy Horse                |
| Red Orchestra 2: Heroes of Stalingrad | 2011    | Tripwire Interactive       |
| The Haunted: Hells Reach              | 2011    | KTX Software Dev.          |
| Duke Nukem Forever (UE 2-3)           | 2011    | Gearbox Software           |
| Borderlands 2                         | 2012    | Gearbox Software           |
| Mass Effect 3                         | 2012    | BioWare                    |
| Spec Ops: The Line                    | 2012    | Yager Development          |
| Blade & Soul                          | 2012    | NCsoft                     |
| The Exiled Realm of Arborea           | 2012    | Bluehole Studio            |
| Tribes: Ascend                        | 2012    | Hi-Rez Studios             |
| Dishonored: Die Maske des Zorns       | 2012    | Arkane Studios             |
| XCOM: Enemy Unknown                   | 2012    | Firaxis Games              |
| BioShock Infinite                     | 2013    | Irrational Games           |
| Outlast                               | 2013    | Red Barrels                |
| Batman: Arkham Origins (UE 3.5)       | 2013    | WB Games Montreal          |
| Brothers: A Tale of Two Sons          | 2013    | Starbreeze Studios         |
| Thief                                 | 2014    | Eidos Montréal             |
| The Vanishing of Ethan Carter         | 2014    | The Astronauts             |
| Life Is Strange                       | 2015    | Dontnod Entertainment      |
| In Verbis Virtus                      | 2015    | Indomitus Entertainment    |
| Batman: Arkham Knight (UE 3.5)        | 2015    | WB Games Montreal          |
| Rocket League (UE 3.0)                | 2015    | Psyonix                    |
| The Park                              | 2015    | Funcom                     |
| XCOM 2                                | 2016    | Firaxis Games              |

### Unreal Engine 4
| Titel                                                  | Release                       | Entwickler                                                        |
| ------------------------------------------------------ | ----------------------------- | ----------------------------------------------------------------- |
| Daylight                                               | 2014                          | Zombie Studios                                                    |
| Eve: Valkyrie                                          | 2016                          | CCP Games                                                         |
| Guardians Of Orion                                     | 2015                          | Treck industries                                                  |
| The Isle                                               | 2015                          | Dondi                                                             |
| Gears of War 4                                         | 2016                          | The Coalition                                                     |
| Street Fighter V                                       | 2016                          | Capcom, Dimps                                                     |
| Dead by Daylight                                       | 2016                          | Behaviour Interactive                                             |
| Dreadnought                                            | 2016                          | Yager Development, SixFoot                                        |
| Brick Rigs                                             | 2016                          | Lukas Rustemeyer                                                  |
| Little Nightmares                                      | 2017                          | Tarsier Studios                                                   |
| Fortnite                                               | 2017                          | Epic Games, People Can Fly                                        |
| PlayerUnknown’s Battlegrounds                          | 2017                          | Bluehole                                                          |
| Ark: Survival Evolved                                  | 2017                          | Studio Wildcard, Instinct Games, Efecto Studios, Virtual Basement |
| Tekken 7                                               | 2017                          | Bandai Namco Games                                                |
| Styx: Shards of Darkness                               | 2017                          | Cyanide Studios                                                   |
| Hellblade: Senua’s Sacrifice                           | 2017                          | Ninja Theory                                                      |
| Cyberdimension Neptunia: 4 Goddesses Online            | 2017                          | Idea Factory                                                      |
| Rime                                                   | 2017                          | Tequila Works                                                     |
| Train Sim World                                        | 2017                          | Dovetail Games                                                    |
| What Remains of Edith Finch                            | 2017                          | Giant Sparrow                                                     |
| A Way Out                                              | 2018                          | Hazelight Studios                                                 |
| Dragon Ball FighterZ                                   | 2018                          | Arc System Works                                                  |
| PUBG Mobile                                            | 2018                          | Tencent                                                           |
| Dragon Quest XI: Echoes of an Elusive Age              | 2018                          | Square Enix                                                       |
| Life Is Strange 2                                      | 2018                          | Dontnod Entertainment                                             |
| Soulcalibur VI                                         | 2018                          | Project Soul                                                      |
| Sea of Thieves                                         | 2018                          | Rare                                                              |
| Darksiders III                                         | 2018                          | Gunfire Games                                                     |
| Tetris Effect                                          | 2018                          | Resonair                                                          |
| Vampyr                                                 | 2018                          | Dontnod Entertainment                                             |
| Visage                                                 | 2018                          | SadSquare Studio                                                  |
| We Happy Few                                           | 2018                          | Compulsion Games                                                  |
| Post Scriptum                                          | 2018                          | Periscope Games                                                   |
| State of Decay 2                                       | 2018                          | Undead Labs                                                       |
| Ashen                                                  | 2018                          | A44                                                               |
| Kingdom Hearts III                                     | 2019                          | Square Enix                                                       |
| Ace Combat 7: Skies Unknown                            | 2019                          | Bandai Namco Entertainment                                        |
| Assetto Corsa Competizione                             | 2019                          | Kunos Simulazioni                                                 |
| Scum                                                   | 2019                          | Gamepires, Croteam                                                |
| Borderlands 3                                          | 2019                          | Gearbox Software                                                  |
| IL DIVINO: Michelangelo's Sistine Ceiling in VR        | 2019                          |                                                                   |
| MechWarrior 5: Mercenaries                             | 2019                          | Piranha Games                                                     |
| Star Wars Jedi: Fallen Order                           | 2019                          | Respawn Entertainment                                             |
| Tropico 6                                              | 2019                          | Limbic Entertainment                                              |
| The Outer Worlds                                       | 2019                          | Obsidian Entertainment                                            |
| Days Gone                                              | 2019                          | SIE Bend Studio                                                   |
| Yoshi’s Crafted World                                  | 2019                          | Good-Feel                                                         |
| Remnant: From the Ashes                                | 2019                          | Gunfire Games                                                     |
| Gears 5                                                | 2019                          | The Coalition                                                     |
| Minecraft Dungeons                                     | 2020                          | Mojang Studios                                                    |
| Shieldwall                                             | 2020                          | Nezon Production                                                  |
| Biomutant                                              | 2020                          | Experiment 101                                                    |
| Gears Tactics                                          | 2020                          | The Coalition                                                     |
| Valorant                                               | 2020                          | Riot Games                                                        |
| Ghostrunner                                            | 2020                          | One More Level, 3D Realms, Slipgate Ironworks                     |
| Train Sim World 2                                      | 2020                          | Dovetail Games                                                    |
| TramSim                                                | 2020                          | ViewApp                                                           |
| Tony Hawk’s Pro Skater 1 + 2                           | 2020                          | Vicarious Visions                                                 |
| Chivalry 2                                             | 2020                          | Torn Banner Studios                                               |
| Aliens: Fireteam Elite                                 | 2021                          | Cold Iron Studios                                                 |
| Little Nightmares 2                                    | 2021                          | Tarsier Studios                                                   |
| It Takes Two                                           | 2021                          | Hazelight Studios                                                 |
| Returnal                                               | 2021                          | Housemarque                                                       |
| The Artful Escape                                      | 2021                          | Beethoven & Dinosaur                                              |
| Psychonauts 2                                          | 2021                          | Double Fine Productions                                           |
| Life Is Strange: True Colors                           | 2021                          | Deck Nine Games                                                   |
| Blade & Soul Revival                                   | 2021                          | NCSoft                                                            |
| Chernobylite                                           | 2021                          | The Farm 51                                                       |
| eFootball                                              | 2021                          | Konami                                                            |
| Hell Let Loose                                         | 2021                          | Black Matter                                                      |
| Grand Theft Auto: The Trilogy – The Definitive Edition | 2021                          | Rockstar Games                                                    |
| Scorn                                                  | 2022                          | Ebb Software                                                      |
| Stray                                                  | 2022                          | BlueTwelve                                                        |
| F1 Manager 2022                                        | 2022                          | Frontier Developments                                             |
| The Callisto Protocol                                  | 2022                          | Striking Distance Studios                                         |
| Trek to Yomi                                           | 2022                          | Flying Wild Hog                                                   |
| Der Herr der Ringe: Gollum                             | 2023                          | Daedalic Entertainment                                            |
| Hogwarts Legacy                                        | 2023                          | Avalanche Software, Portkey Games                                 |
| Atomic Heart                                           | 2023                          | Mundfish                                                          |
| Dead Island 2                                          | 2023                          | Sumo Digital                                                      |
| Palworld                                               | 2023                          | Pocket Pair                                                       |
| Redfall                                                | 2023                          | Arkane Studios                                                    |
| Ready or Not                                           | 2023                          | VOID Interactive                                                  |
| Star Wars Jedi: Survivor                               | 2023                          | Respawn Entertainment                                             |
| Vampire: The Masquerade – Bloodlines 2                 | 2024                          | Paradox Interactive                                               |
| Paragon                                                | Entwicklung eingestellt       | Epic Games                                                        |
| Unreal Tournament                                      | 2014, Entwicklung eingestellt | Epic Games                                                        |

### Unreal Engine 5
| Titel                                 | Release                  | Entwickler              |
| ------------------------------------- | ------------------------ | ----------------------- |
| Fortnite (UE 5.1)                     | 2021                     | Epic Games              |
| The Matrix Awakens (Techdemo)         | 2021                     | Epic Games              |
| Layers of Fears                       | 2023                     | Bloober Team            |
| Lords of the Fallen                   | 2023                     | Hexworks                |
| Remnant 2                             | 2023                     | Gunfire Games           |
| The Day Before                        | 2023                     | Fntastic                |
| The Finals                            | 2023                     | Embark Studios          |
| The Ghost – Task of the Ghost Hunters | 2023                     | MS Games and Software   |
| Ark: Survival Ascended                | 2024 (2023 Early Access) | Studio Wildcard         |
| Avowed                                | 2024                     | Obsidian Entertainment  |
| Bodycam                               | 2024 (Early Access)      | Reissad Studio          |
| Black Myth: Wukong                    | 2024                     | Game Science            |
| Blight: Survival                      | 2024                     | Haenir Studio           |
| Delta Force (2024)                    | 2024 (Early Access)      | Team Jade               |
| Grey Zone Warfare                     | 2024 (Early Access)      | MADFINGER Games         |
| Pax Dei                               | 2024                     | Mainframe Industries    |
| REPO MAN                              | 2024                     | ACHARA STUDIOS          |
| Silent Hill 2                         | 2024                     | Bloober Team            |
| S.T.A.L.K.E.R. 2: Heart of Chornobyl  | 2024                     | GSC Game World          |
| Satisfactory                          | 2024 (2019 Early Access) | Coffee Stain Studios    |
| Senua’s Saga: Hellblade II            | 2024                     | Ninja Theory            |
| Tekken 8                              | 2024                     | Bandai Namco Games      |
| UFL                                   | 2024                     | Strikerz Inc.           |
| Clair Obscur: Expedition 33           | 2025                     | Sandfall Interactive    |
| Hell is Us                            | 2025                     | Rogue Factor            |
| Instinction                           | 2025                     | Hashbane Limited        |
| Mafia: The Old Country                | 2025                     | Hangar 13               |
| Metal Gear Solid Delta: Snake Eater   | 2025                     | Konami                  |
| Terminator: Survivors                 | 2025                     | Nacon                   |
| ArcheAge 2                            | TBA                      | XLGames                 |
| Arc Raiders                           | TBA                      | Embark Studios          |
| Ashes of Creation                     | TBA                      | Intrepid Studios        |
| Dragon Quest XII: The Flames of Fate  | TBA                      | Square Enix             |
| Gears 6                               | TBA                      | The Coalition           |
| Hogwarts Legacy 2                     | TBA                      | WB Game Studios         |
| Killing Floor 3                       | TBA                      | Tripwire Interactive    |
| Kingdom Hearts IV                     | TBA                      | Square Enix             |
| Gothic Remake                         | TBA                      | Alkimia Interactive     |
| Lost Fragment                         | TBA                      | Critical Failure Studio |
| No More Room in Hell 2                | TBA                      | Lever Games             |
| OD                                    | TBA                      | Xbox Game Studios       |
| State Of Decay 3                      | TBA                      | Undead Labs             |
| The Witcher IV                        | TBA                      | CD Projekt              |
| The Witcher                           | TBA                      | CD Projekt              |
| The Wolf Among Us 2                   | TBA                      | Telltale Games          |
| Titanic: Honor and Glory              | TBA                      | Vintage Digital Revival |
| Tomb Raider                           | TBA                      | Crystal Dynamics        |
| Unrecord                              | TBA                      | DRAMA                   |